# Route nationale 65a
Die Route nationale 65A, kurz N 65A oder RN 65A, war eine französische Nationalstraße, die 1897 zwischen Bonny-sur-Loire und Beaulieu-sur-Loire festgelegt wurde. Ihre Länge betrug drei Kilometer. Sie führte über die Brücke von Bonny-sur-Loire, die zwischen 1899 und 1902 errichtet und zwischen 1947 und 1951 als Hängebrücke wieder neu erbaut wurde. 1933 wurde sie Teil der neuen N 726, welche 1973 abgestuft wurde. Die Brücke ist 361 Meter lang und die Spannweite zwischen den einzelnen Pylonen beträgt 120 Meter. Ab 1933 wurden zwei weitere N 65A als Seitenäste der N 65 eingerichtet. Deren Beschreibung befindet sich im Artikel der N 65.